# Мукденски инцидент
Мукденският инцидент е операция под фалшив флаг, проведена от японски военни части като претекст за японското нахлуване в Манджурия през 1931 г.
На 18 септември 1931 г. лейтенант Суемори Кавамото детонира малко количество динамит близо до железопътна линия на японската Южноманджурска железница близо до Мукден. Взривът е толкова слаб, че не успява да разруши линията и влак минава по нея минути по-късно. Императорската японска армия обвинява китайските дисиденти и отговаря с мащабно нахлуване, което води до окупацията на Манджурия, в която Япония основава марионетната държава Манджоу-Го шест месеца по-късно. Измамата е изобличена през 1932 г., което вкарва Япония в дипломатическа изолация и излизането ѝ през март 1933 г. от Обществото на народите.

## Фон
Японското икономическо присъствие и икономически интерес в Манджурия расте още след края на Руско-японската война (1904 – 1905). Портсмутският мирен договор, който слага край на войната, позволява на Япония да наеме Южноманджурската железница (от Чанчун до Люйшун), част от Китайско-източната железопътна линия. Японското правителство, обаче, твърди, че тази власт включва всички права и привилегии, които Китай дава на Русия по силата на договор през 1896 г. Това включва абсолютната администрация района на Южноманджурската железница. Японски железопътни стражи са стационирани в зоната, за да се предостави защита на линията и влаковете. Все пак, това са редовни японски войници и те често извършва маневри извън зоната на железницата.
Междувременно правителството на Китай се опитва да възстанови правата на нацията. Започват да твърдят, че договорите между Китай и Япония са неравноправни. Китай обявява нови закони, според които японските заселници в пограничните райони бива изгонени без компенсация. Официалните японски възражения срещу китайските репресии над японците се отхвърлят от китайските власти.
В Нанкин през април 1931 г. е проведена национална конференция на Китай между Чан Кайшъ и Чжан Сюелян. Те се съгласяват да отстояват твърдо китайския суверенитет в Манджурия. От другата страна, офицери от Квантунската армия започват да съставят таен план за нахлуване в Манджурия.

## Събития
Вярвайки, че конфликт в Манджурия би бил от интерес за Япония, полковникът от Квантунската армия Сеиширо Итагаки и Канджи Ишивара изработват план, който да накара Япония да нахлуе в Манджурия, като се провокира инцидент от китайските войски, разположени наблизо. Обаче, след като японският военен министър Джиро Минами изпраща генерал-майор Йошицугу Татекава в Манджурия с определената цел да обуздае неподчинението и милитаристичното поведение на Квантунската армия, Итагаки и Ишивара знаят, че повече не разполагат с лукса да чакат китайците да отговорят на провокациите им и че трябва да организират нещо сами.
Итагаки и Ишивара избират да саботират железопътната част в района близо до езерото Лютяо (柳條湖). Районът няма официално име и няма военна стойност, но е само на 800 метра от китайски гарнизон. Японският план е да се привлекат китайски войски чрез взрив, след което те да бъдат обвинени за причиняването му, за да има претекст за формално японско нахлуване. Освен това те целят да направят саботажа по-убедителен – като преценено китайско нападение срещу важна мишена, като така очакваната японска реакция би изглеждала като основателна мярка, за да се защити важна железопътна линия от промишлено и икономическо значение. Макар в японската преса това време да се пише, че инцидентът се случва на мост, всъщност мястото му е върху равна земя. Изборът експлозива да се постави на това място е направен, за да се избегне мащабно поправяне на линията.

## Инцидент
Полковниците Сеиширо Итагаки, Канджи Ишивара, Кенджи Доихара и майор Такайоши Танака завършват плановете за инцидента към 31 май 1931 г.
Планът е изпълнен, когато лейтенант Суемори Комото от 29-и пехотен полк, който охранява Южноманджурската железница, поставя експлозиви близо до линията, но достатъчно далеч, за да не се нанесат истински щети. Около 22:20 часа на 18 септември експлозивите са детонирани. Обаче взривът се оказва малък и само 1,5-метров участък от едната страна на линията е повреден. Влак от Чанчун преминава през повредения участък без затруднения само минути след това.

## Нахлуване в Mанджурия
Сутринта на 19 септември две артилерийски установки при офицерския клуб в Мукден откриват огън по китайския гарнизон наблизо в отговор на предполагаемата китайска атака при железницата. Малката въздушна сила на гарнизона е унищожена, а войниците побягват от разрушените си казарми, докато 500 японски войници нападат 7-хилядния китайски гарнизон. Китайската войска не представлява препятствие за опитните японски войници. До вечерта боевете приключват и японците са окупирали Мукден, като жертвите са 500 от китайска страна и само 2 от японска.
В Далян главнокомандващият на Квантунската армия генерал Шигеру Хонджо първоначално е потресен от това, че планът за нахлуване е изпълнен без разрешението му, но накрая е убеден от Ишивара да даде разрешението си постфактум. Хонджо премества щаб-квартирата на Квантунската армия в Мукден и нарежда на генерал Сенджуро Хаяши от Японската корейска армия да изпрати подкрепления. В 4 часа сутринта на 19 септември Мукден е обявен за подсигурен.
На китайския гарнизон е изрично наредено да не се съпротивлява и да изнесе всички оръжия, когато японците нападат. Така японските войници продължават с лекота с окупацията на големи градове, като Чанчун и Андун и околните им райони. Все пак през ноември генерал Ма Чжаншан, губернатор на Хъйлундзян, започва съпротива с армията си, като през януари е последван от генералите Тин Чао и Ли Ду с техните войски от Дзилин. Въпреки съпротивата, пет месеца след Мукденския инцидент Императорската армия на Япония вече владее всички големи градове в Ляонин, Дзилин и Хъйлундзян.

## Последствия
Китайското общество критикува липсата на съпротива срещу японското нахлуване. Докато японците представляват сериозна заплаха, Гоминдан се фокусира основно върху изкореняването на комунистическата партия. Мнозина смятат, че Североизточната армия от почти четвърт милион войници би могла да се противопостави на Квантунската армия, наброяваща едва 11 хиляди души. Освен това арсеналът в Манджурия се смята за един от най-модерните в Китай и разполага с танкове, самолети и артилерия.
Привидно превъзхождащата китайска сила обаче е подкопана от няколко фактора. Първият е, че Квантунската армия има силни резервни сили, които могат да се придвижат с влак от Корея, която по това време е японска колония, съседна на Манджурия. Вторият е, че повечето от китайските сили са стационирани на юг в провинция Хъбей, докато войските на север са разпръснати из Манджурия. Следователно не е налична нужната концентрация на войските, за да се противодейства ефективно на японците. Повечето китайски войски нямат опит и нисък морал в сравнение с японските им врагове. Японците познават китайската армия много добре и успяват да проведат операцията с лекота.
Поради тези обстоятелства централното правителство се обръща към международното общност за мирно решение на проблема. Външното правителство на Китай твърдо възразява срещу японското управление и призовава за незабавно прекратяване на японските военни действия в Манджурия и се обръща към Обществото на нациите на 19 септември. На 24 октомври Обществото на нациите приема резолюция, задължаваща изтеглянето на японските войски до 16 ноември. Въпреки това Япония отхвърля резолюцията и настоява за преки преговори с правителството на Китай. Преговорите вървят с прекъсвания и без особени резултати.
През март 1932 г. е основана марионетната държава Манджоу-Го, като за неин държавен глава е назначен китайският император Пу И.
Обществото на народите съставя анкетна комисия, която да проучи събитията и чийто заключителен доклад осъжда японската агресия, но това довежда само до напускането на Обществото на народите от Япония през март 1933 година.

## Памет
Всяка година в 10 часа сутринта на 18 септември въздушните сирени в няколко големи китайски града свирят в продължение на няколко минути в памет на Мукденския инцидент.